# Carl Johan Wennberg
Carl Johan Wennberg, född 19 maj 1849 i Eds socken, Värmland, död 5 juli 1931 i Karlstad, var en svensk industriman.
Carl Johan Wennberg var son till lantbrukaren Olof Olsson och Stina-Sofia Wennberg. Efter faderns tidiga död blev han tvungen att försörja sig själv 1864 kom han i smedslära i Karlstad och var 1870 utlärd smed. Samma år etablerade han sig som självständig företagare inom smedsyrket och utförde bland annat arbeten för Uddeholmsrederiets räkning. 1875 övertog han ett vagnmakeri, förenat med smedsrörelse, och grundade samma som aktiebolag C. J. Wennbergs mekaniska verkstad. Wennberg, som 1878 erhöll inträde i Karlstads fabriks- och hantverksförening, utvidgade snart sin rörelse som under de första decenniet främst omfattade vagnar. 1889–1891 erhöll Wennbergs företag ett nytt verksamhetsfält då den på kommunalt uppdrag försåg stora delar av fastigheterna i Karlstad med vatten- och avloppsledningar. Motsvarande uppdrag erhöll företaget i Filipstad, där anläggningar gjordes 1896–1898. Wennberg utvidgade sitt företag under 1890-talet. 1894 anlades ett gjuteri, som tillverkade tackjärnsgjutgods. I övrigt tillverkades vid sekelskiftet artiklar som cisterner, bryggpannor och badkar. Företaget började även åta sig reparation av ångfartyg, som trafikerade Klarälven. 1905 anlades en maskinverkstad och 1906 ett nytt och modernt gjuteri. Företaget ombildades 1906 till ett bolag, i vilket Wennberg och hans tre söner, Carl, Simon och Gustav ingick. Från 1905 bestod verksamheten främst i tillverkning av ångfartyg, särskilt bogserbåtar. Under första världskriget kunde produktionen ytterligare ökas på grund av det stegrade behovet av fartyg. Wennbergs företag drabbades dock hårt av den ekonomiska depressionen i början av 1920-talet och tillverkningen av fartyg måste i praktiken helt nedläggas. Tack vare en tidigare försiktig finanspolitik fanns dock reservkapital och krisen övervanns 1924, då produktionen åter kunde drivas i normal omfattning. 1925 avgick Wennberg som VD i företaget. Wennberg var styrelseledamot i Wermlands stadshypoteksförening och hedersledamot i Karlstads fabriks- och hantverksförening. Han erhöll också tidigt olika kommunala uppdrag i Karlstad och var bland annat ledamot av kyrkorådet, drätselkammaren och fattigvårdsstyrelsen.